# Weymouth Back River Reservation
Das Reservat Weymouth Back River Reservation ist ein als State Park ausgewiesenes Küstenschutzgebiet bei Weymouth und Hingham im Bundesstaat Massachusetts der Vereinigten Staaten. Der Park wird vom Department of Conservation and Recreation (DCR) verwaltet und ist Teil des Metropolitan Park System of Greater Boston.
Zum Schutzgebiet gehören die Parks Abigail Adams Park und Stodder's Neck, die westlich und östlich des nördlichen Endes am Weymouth Back River liegen. Im Park besonders beliebt sind die Wanderwege.